# Kurkjärvi
Kurkjärvi är en sjö i kommunen Lojo i landskapet Nyland i Finland. Sjön ligger 49,9 meter över havet. Arean är 36 hektar och strandlinjen är 5,17 kilometer lång. Sjön  ingår i Kisko ås och Bjärnå å huvudavrinningsområde.   Den ligger omkring 70 km väster om Helsingfors. 